# Харлан (округ, Небраска)
Харлан (англ. Harlan County) — округ в штате Небраска (США) с населением в 3423 человека по статистическим данным переписи 2010 года. Столица округа находится в городе Алма.

## География
По данным Бюро переписи населения США округ Харлан имеет общую площадь в 1487 квадратных километров, из которых 1432 кв. километра занимает земля и 55 кв. километров — вода. Площадь водных ресурсов округа составляет 3,73 % от всей его площади.

### Соседние округа
- Фелпс (Небраска) — север
- Карни (Небраска) — угол на северо-востоке
- Франклин (Небраска) — восток
- Филлипс (Канзас) — юг
- Нортон (Канзас) — юго-запад
- Фернас (Небраска) — запад

## Демография
По данным переписи населения 2000 года в округе Харлан проживало 3423 человека, 1049 семей, насчитывалось 1597 домашних хозяйств и 2327 жилых домов. Средняя плотность населения составляла 3 человека на один квадратный километр. Расовый состав округа по данным переписи распределился следующим образом: 98,86 % белых, 0,13 % чёрных или афроамериканцев, 0,11 % коренных американцев, 0,08 % азиатов, 0,03 % выходцев с тихоокеанских островов, 0,63 % смешанных рас, 0,16 % — других народностей. Испано- и латиноамериканцы составили 0,77 % от всех жителей округа.
Из 1597 домашних хозяйств в 25,70 % — воспитывали детей в возрасте до 18 лет, 59,00 % представляли собой совместно проживающие супружеские пары, в 4,30 % семей женщины проживали без мужей, 34,30 % не имели семей. 30,80 % от общего числа семей на момент переписи жили самостоятельно, при этом 16,70 % составили одинокие пожилые люди в возрасте 65 лет и старше. Средний размер домашнего хозяйства составил 2,34 человек, а средний размер семьи — 2,93 человек.
Население округа по возрастному диапазону по данным переписи 2000 года распределилось следующим образом: 24,20 % — жители младше 18 лет, 5,00 % — между 18 и 24 годами, 21,60 % — от 25 до 44 лет, 26,20 % — от 45 до 64 лет и 23,00 % — в возрасте 65 лет и старше. Средний возраст жителей округа составил 44 года. На каждые 100 женщин в округе приходилось 98,00 мужчин, при этом на каждых сто женщин 18 лет и старше приходилось 96,80 мужчин также старше 18 лет.
Средний доход на одно домашнее хозяйство в округе составил 30 679 долларов США, а средний доход на одну семью в округе — 36 875 долларов. При этом мужчины имели средний доход в 27 580 долларов США в год против 18 411 долларов США среднегодового дохода у женщин. Доход на душу населения в округе составил 15 618 долларов США в год. 7,00 % от всего числа семей в округе и 10,10 % от всей численности населения находилось на момент переписи населения за чертой бедности, при этом 14,40 % из них были моложе 18 лет и 9,10 % — в возрасте 65 лет и старше.

## Основные автодороги
- US 6
- US 34
- US 183
- Автомагистраль 4
- Автомагистраль 46
- Автомагистраль 89

## Населённые пункты

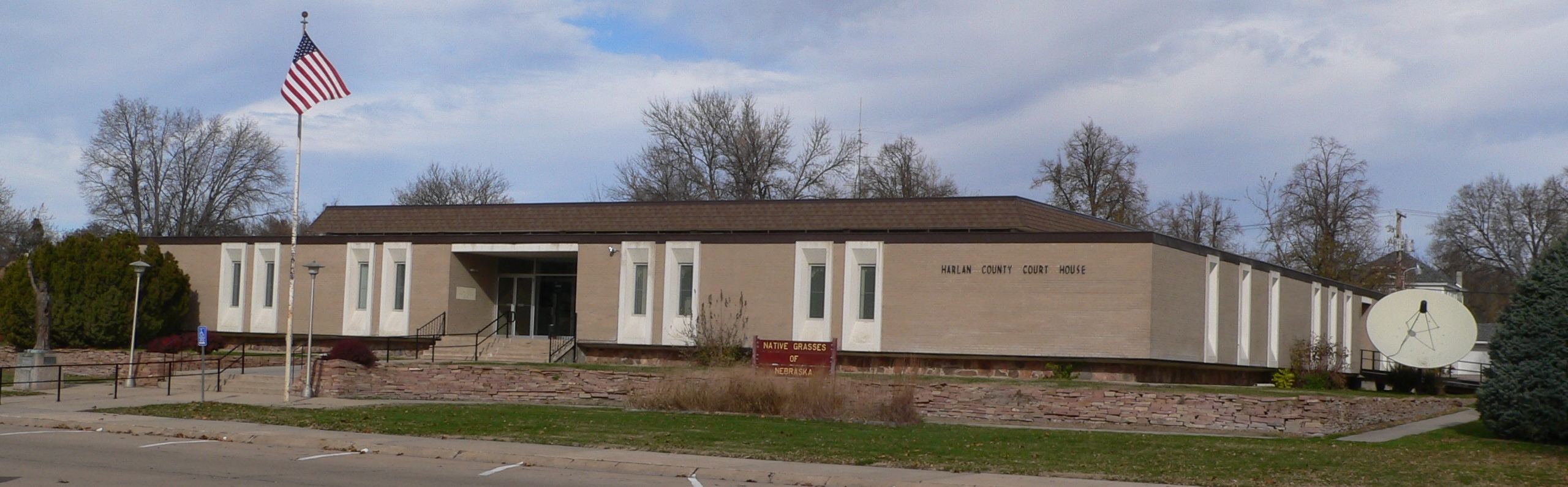
Здание окружного суда в городе Алма

### Города и деревни
- Алма
- Хантли
- Орлинс
- Оксфорд — частично
- Рэган
- Репабликан-Сити
- Стамфорд

### Тауншипы
- Олбани
- Алма
- Энтелоп
- Элдорадо
- Эмерсон
- Фэрфилд
- Муллали
- Орлинс
- Прери-Дог
- Репабликан-Сити
- Рюбин
- Саппа
- Скендинавия
- Спринг-Гров
- Терки-Крик
- Вашингтон